# Teutrania

Mapa con algunas de las principales antiguas ciudades griegas de Eólida, en la zona septentrional de Asia Menor. Teutrania figura al norte de Elea.

Teutrania (en griego antiguo Τευθρανία) fue una un región de Misia, en la costa egea de Anatolia (Turquía), en la comarca de Ilión, regada por el río Caico. El geógrafo griego Estrabón la ubica entre el Helesponto y la región del monte Sípilo (en Lidia) y de la Magnesia que se halla a pie de ese monte.
El topónimo aparece en la obra herodotea como Τευθρανίη, ἡ.
Jenofonte dice de Teutrania que era una polis (ciudad), en el sentido urbano y político del término.
La ciudad fue tomada por el harmosta espartano Tibrón. Presumiblemente su régimen de gobierno fue una tiranía, bajo Procles y Eurístenes, descendientes del rey espartano Demarato, destronado en 491 a. C., a quien el rey persa Darío I le dio tierras y ciudades, entre otras Pérgamo y Teutrania. Parece más verosímil la versión de Jenofonte, de que fue Jerjes I quien le concedió esas posesiones en recompensa por haberle acompañado en su expedición contra Grecia en 484 a. C. Tierras que aún permanecían en manos de sus descendientes en el siglo IV a. C.
Teutrania acuñó monedas de plata y de bronce en torno al año 400 a. C., con la leyenda abreviada ΤΕΥ. En cuanto a  sus pobladores no se sabe nada sobre su composición étnica.